# 佐々木富男
佐々木 富男（ささき とみお、1948年 - ）は、日本の医師・医学者。専門は脳神経外科。九州大学名誉教授。

## 略歴
岡山県倉敷市生まれ。1973年に東京大学医学部を卒業。
脳神経外科医として米国バージニア大学メディカルセンター助教授、東京大学助教授、群馬大学教授を経て、2002年に九州大学医学部脳外科の教授に就任。
2013年に九州大学を退官後、フリーランスの脳神経外科医として活動。その生き方が『情熱大陸』（2015年7月26日放送）で取り上げられた。
脳血管障害と脳腫瘍の手術で数多くの実績があり、医師が選ぶ医師「Best Doctors in Japan」を2002年から10年以上連続で受賞している。

## 学会主催
- 2003年 第19回スパズムシンポジウム(京王プラザホテル)
- 2003年 第12回脳神経外科手術と機器学会(シーホークホテル福岡)
- 2004年 第13回日本聴神経腫瘍研究会(興和ビル大ホール)
- 2006年 第6回日本脳神経外科術中画像研究会(アクロス福岡)
- 2007年 第46回日本定位・機能神経外科学会(アクロス福岡)
- 2007年 第36回日本脳卒中外科学会(シーホークホテル福岡)
- 2009年 第21回日本頭蓋底外科学会(アクロス福岡)
- 2010年 第69回日本脳神経外科学会総会(福岡国際会議場)
- 2012年 第37回日本脳卒中学会総会(福岡国際会議場)

## 書籍
- 聴神経腫瘍（医学書院）ISBN 978-4260008068
- 標準脳神経外科学（医学書院）ISBN 978-4260018432